# اقتصاد ثقافي

## مقدمه عامة
الاقتصاد الثقافي هو أحد فروع الاقتصاد يدرس العلاقة بين الثقافة والنتائج الاقتصادية. تتضمن الثقافة هنا المعتقدات المشتركة والتفضيلات والقيم التي تؤثر على سلوك الأفراد والمجتمعات. يتناول هذا المجال كيفية تأثير العوامل الثقافية على القرارات الاقتصادية، مثل الاستهلاك، والادخار، والاستثمار، والعمل.
كمجال متنامٍ في الاقتصاد السلوكي، يتزايد دور الثقافة في السلوك الاقتصادي، لما له من تأثير كبير في صنع القرار وإدارة الأصول وتقييمها.
تشمل التطبيقات دراسة الدين، ورأس المال الاجتماعي، والأعراف الاجتماعية، والهوية الاجتماعية، والخصوبة، والمعتقدات المتعلقة بعدالة إعادة التوزيع، بالإضافة إلى الأيديولوجيا، والكراهية، والإرهاب، والثقة، والروابط الأسرية، والتوجه طويل المدى، وثقافة الاقتصاد.
يتمثل الموضوع التحليلي العام في كيفية انتشار الأفكار والسلوكيات بين الأفراد عبر تكوين رأس المال الاجتماعي والشبكات الاجتماعية، وعمليات مثل التعلم الاجتماعي، كما هو الحال في نظرية التطور الاجتماعي وسلسلة المعلومات.
تشمل الأساليب المستخدمة دراسات الحالة، والنمذجة النظرية، والتجريبية، لدراسة انتقال الثقافة داخل المجموعات وعبرها.
في عام 2013، أضاف سعيد إلياس دولاباني نهج أنظمة القيمة إلى جانب الظهور الثقافي في الاقتصاد الكلي.

## التطور
يتطور الاقتصاد الثقافي من خلال دراسة كيفية تكوين الرغبات والأذواق داخل المجتمع. ويرجع ذلك جزئيًا إلى جوانب التنشئة أو البيئة التي ينشأ فيها الفرد، إذ إن الاستيعاب الداخلي لعملية التنشئة هو ما يشكل الرغبات والأذواق المستقبلية. يمكن اعتبار الأذواق المكتسبة مثالًا على ذلك، حيث توضح كيف يمكن للتفضيلات أن تتشكل اجتماعيًا.
تشير دراسات الاقتصاد الثقافي إلى أن انتقال القيم الثقافية عبر الأجيال يتم جزئيًا من خلال التعليم غير الرسمي داخل الأسر والمجتمعات. إذ تُنقل قيم مثل الادخار، والعمل، وتحمّل المخاطر من جيل إلى آخر، مما يؤثر بعمق على طريقة تفاعل الأفراد مع الفرص الاقتصادية والمالية.
من بين مجالات التفكير الرئيسية التي تميز تطور الاقتصاد الثقافي عن الاقتصاد التقليدي هو الاختلاف في طريقة توصل الأفراد إلى قراراتهم. فالاقتصاد التقليدي يرى أن اتخاذ القرار يقوم على عواقب ضمنية وصريحة، في حين يجادل الاقتصاد الثقافي بأن الأفراد لا يعتمدون في قراراتهم فقط على هذه العواقب، بل على مسارات محددة. تتكون هذه المسارات من أنماط نظامية تشكلت على مر الزمن، وهي التي ترشد الأفراد في عملية اتخاذ القرار.

### الجمع بين أنظمة القيم والتفكير المنهجي
بدأ الاقتصاديون أيضًا في النظر إلى الاقتصاد الثقافي من خلال مقاربة نظرية الأنظمة. في هذا النهج، يُنظر إلى الاقتصاد والثقافة كنظام واحد، حيث يتم الاعتراف بآثار التفاعل والآثار المرتدة، مع التركيز بشكل خاص على الديناميكية بينهما. بهذا المعنى، يمكن فهم العلاقة والترابط بين الثقافة والاقتصاد بشكل أعمق وأشمل من خلال هذا المنهج.
تسلط دراسات حديثة الضوء على أن النُظم القانونية والتنظيمية لا تعمل بمعزل عن الثقافة المحلية. ففعالية تطبيق العقود، على سبيل المثال، تعتمد ليس فقط على القانون، ولكن أيضًا على الثقة المجتمعية والمعايير الثقافية المتعلقة بالامتثال، مما يؤكد أهمية البُعد الثقافي في نجاح السياسات الاقتصادية والقانونية.
يجمع كتاب سعيد إلياس دولاباني، الجيل القادم من النظام الاقتصادي، بين أفكار أنظمة القيم (راجع مفهوم القيمة الأخلاقية) والتفكير المنظومي، ليقدم إطارًا متقدمًا يستكشف تأثير السياسات الاقتصادية على الثقافة. يستعرض الكتاب تقاطعات بين تخصصات متعددة مثل التنمية الثقافية، والسلوك التنظيمي، وعلم الذاكرة، في محاولة لفهم أعمق لجذور الاقتصاد الثقافي

## النمو
تعمل الوتيرة المتقدمة للتكنولوجيا الجديدة على تغيير كيفية استهلاك الجمهور للثقافة ومشاركتها. شهد المجال الاقتصادي الثقافي نمواً كبيراً مع ظهور الشبكات الاجتماعية عبر الإنترنت التي أدت إلى تحسينات إنتاجية في كيفية استهلاك الثقافة. أدت التقنيات الجديدة أيضاً إلى التقارب الثقافي حيث أمكن الوصول إلى جميع أنواع الثقافة من خلال جهاز واحد. طوال فترة نشأتهم، يستهلك الشباب من الجيل الحالي الثقافة بشكل أسرع من أبويهم، ومن خلال وسائل جديدة. يُعدّ الهاتف الذكي مثالًا هامًا على ذلك، حيث يمكن الوصول إلى الكتب والموسيقا والحديث والأعمال الفنية والمزيد على جهاز واحد في غضون ثوانٍ. بدأت هذه الوسيلة والثقافة المحيطة بها في التأثير على الاقتصاد، سواء كان ذلك من خلال زيادة التواصل مع خفض التكاليف، أو تقليل حواجز الدخول إلى اقتصاد التكنولوجيا، أو الاستفادة من السعة الزائدة.
لم يقتصر التأثير التكنولوجي على أدوات استهلاك الثقافة، بل شمل أيضًا طريقة إنتاجها. ظهرت اقتصاديات جديدة تعتمد على منصات رقمية مثل "يوتيوب" و"تيك توك"، حيث أصبح الأفراد منتجين ثقافيين يحققون دخلاً من تفاعل الجمهور، مما يفتح المجال لدراسة أنماط جديدة من العلاقات الاقتصادية القائمة على الثقافة الرقمية.
شهد هذا المجال أيضًا نموًا من خلال ظهور دراسات اقتصادية جديدة وضعت منظورًا ثقافيًا. على سبيل المثال، أجريت دراسة حديثة على الأوروبيين الذين يعيشون مع عائلاتهم في مرحلة البلوغ من قبل باولا جوليانو، الأستاذة في جامعة كاليفورنيا. ووجدت الدراسة أن المنحدرين من أصل أوروبي جنوبي يميلون إلى العيش في المنزل مع أسرهم لفترة أطول من أولئك المنحدرين من أصل شمال أوروبي. أضافت جوليانو نقدًا ثقافيًا لتحليلها للبحث، وكشفت أن ثقافة أوروبا الجنوبية هي البقاء في المنزل لفترة أطول، ثم ربطت ذلك بإنجاب عدد أقل من الأطفال الذين يعيشون في المنزل لفترة أطول وتكوين أسر فيما بعد، ما ساهم في انخفاض معدلات الولادات في أوروبا. يعد عمل جوليانو مثالاً على كيفية بدء نمو الاقتصاد الثقافي في الانتشار عبر هذا المجال.

## التنمية المستدامة
للاقتصاد الثقافي حضور قوي في مجال التنمية المستدامة. جرى تعريف التنمية المستدامة على أنها «...تنمية تلبي احتياجات الحاضر دون المساس بقدرة الأجيال القادمة على تلبية احتياجات المستقبل...». تلعب الثقافة دورًا مهمًا في هذا لأنها يمكن أن تحدد كيف ينظر الناس إلى التحضير لهذه الأجيال القادمة. الإشباع المتأخر هو قضية اقتصادية ثقافية تتعامل معها البلدان المتقدمة حالياً. يجادل الاقتصاديون بأنه لضمان أن المستقبل أفضل من الآن (الحاضر)، يجب اتخاذ تدابير معينة مثل تحصيل الضرائب أو «التحول إلى البيئة» لحماية البيئة. يصعب على السياسيين اليوم الترويج لمثل هذه السياسات إذا كانوا يريدون الفوز بأصوات ناخبين اليوم المهتمين بالحاضر لا المستقبل. يريد الناس رؤية الفوائد الآن، لا في المستقبل.
اقترح الخبير الاقتصادي ديفيد ثروسبي فكرة التنمية المستدامة ثقافيًا التي تربط كلًا من الصناعات الثقافية (مثل الفنون) والثقافة (بالمعنى المجتمعي). فقد ابتدع مجموعة من المعايير فيما يتعلق بأي الوصفات السياسية العامة التي يمكن مقارنتها من أجل ضمان النمو للأجيال القادمة. المعايير هي كما يلي:
1. النهوض بالرفاهية المادية وغير المادية: يعني التوازن بين القوى الاقتصادية والاجتماعية والثقافية.
2. المساواة بين الأجيال والحفاظ على رأس المال الثقافي: يجب أن يعترف الجيل الحالي بمسؤوليته تجاه الأجيال القادمة.
3. الإنصاف في الجيل الحالي: يجب أن يكون توزيع الموارد الثقافية عادلاً.
4. الاعتراف بالاعتماد المتبادل: يجب أن تفهم السياسة الروابط بين المتغيرات الاقتصادية والثقافية والمتغيرات الأخرى داخل نظام شامل. من خلال هذه الإرشادات، يأمل ثروسبي في تحفيز العلاقة بين الثقافة والاقتصاد، وهو أمر يعتقد أنه كانت تنقصه المناقشات الاقتصادية الشعبية.

## التمويل الثقافي
التمويل الثقافي مجال متنام في الاقتصاد السلوكي، يدرس تأثير الاختلافات الثقافية على القرارات المالية الفردية والأسواق المالية. كان البحث الأول في هذا المجال هو «دور رأس المال الاجتماعي في التنمية المالية» كتبها كل من لويجي جويسو، باولا سابينزا، ولويجي زينغاليس. تناول البحث كيف أثرت الاختلافات المعروفة في رأس المال الاجتماعي على استخدام وتوافر العقود المالية عبر أجزاء مختلفة من إيطاليا.
في مناطق الدولة التي تكون فيها مستويات عالية من رأس المال الاجتماعي، تستثمر الأسر المبالغ النقدية بشكل أقل ويكثر استخدام الأسهم، وتستخدم أيضًا المزيد من الشيكات، ويكون لديها وصول أكبر إلى الائتمان المؤسسي، وتقليل استخدام الائتمان غير الرسمي. بعد سنوات قليلة، نشر المؤلفون ذاتهم مقالة أخرى بعنوان «الثقة في سوق الأوراق المالية» إذ أظهروا أن الافتقار العام للثقة يمكن أن يحد من المشاركة في سوق الأسهم. بما أن الثقة لها مكون ثقافي قوي، فإن هاتين المقالتين تمثلان مساهمة مهمة في الاقتصاد الثقافي.
في عام 2007، أشار كل من ثورستون هينز وماي وانغ إلى أن العديد من مجالات التمويل دائمًا ما تتأثر بالاختلافات الثقافية. يتضح بشكل متزايد أن لدور الثقافة في السلوك المالي تأثيرات كبيرة للغاية على إدارة وتقييم الأصول. باستخدام أبعاد الثقافة التي حددها شالوم شوارتز، أُثبت أنه يتم تحديد مدفوعات أرباح الشركات إلى حد كبير من خلال طرق الإتقان والمحافظة.على وجه التحديد، ترتبط أعلى درجات التحفظ بأحجام وقيم أكبر لمدفوعات الأرباح، وترتبط أعلى درجات الإتقان بالنقيض تمامًا. وقد تبين أيضًا أن تأثير الثقافة على توزيعات الأرباح يرتبط ارتباطًا وثيقًا بالاختلافات الثقافية في تفضيلات المخاطر والوقت.
وفي دراسة أخرى، جرى تقييم دور الثقافة في إدارة الأرباح باستخدام الأبعاد الثقافية لجيرت هوفستد ومؤشر إدارة الأرباح الذي جرى تطويره بواسطة كريستيان ليوتز، والذي يتضمن استخدام تعديل الاستحقاق لتقليل التقلبات في الأرباح المسجلة والتدفقات النقدية التشغيلية المبلغ عنها، واستخدام التقدير المحاسبي للتخفيف من الإبلاغ عن الخسائر الصغيرة، والإبلاغ عن أرباح التشغيل. وجد أن بُعد هوفستد للفردانية كان مرتبطًا سلبًا بإدارة الأرباح، وأن التجنب غير المؤكد كان مرتبطًا بشكل إيجابي.
فيما يتعلق بالاستثمار، فقد جرى التأكيد بواسطة العديد من الدراسات أن الاختلافات الأكبر بين ثقافات الدول المختلفة تقلل من حجم الاستثمار بين تلك الدول. وقد ثبت أن الاختلافات الثقافية بين الدول وكذلك مدى عدم إلمام المستثمرين بثقافة غير ثقافتهم الخاصة، تساهم في تقليل رغبتهم في الاستثمار بشكل كبير في تلك الدول، وأن لهذه العوامل تأثير سلبي مع العوائد المستقبلية، ما يؤدي إلى التأثير على تكلفة ودرجة القابلية للاستثمار الخارجي. على الرغم من ذلك، تستمر أسواق الأسهم في الاندماج كما يتضح من تحركات أسعار الأسهم، والتي من أهمها نسبة التجارة بين الدول ونسبة الناتج المحلي الإجمالي الناتجة عن الاستثمار الأجنبي.
تعد المسافة الثقافية بين الدول عاملًا حاسمًا في فهم تدفق الاستثمارات، حيث تبين أن الدول ذات القيم المتقاربة ثقافيًا تشهد معدلات استثمار أعلى بين بعضها البعض، مقارنة بدول تختلف ثقافيًا حتى وإن كانت قريبة جغرافيًا.
وحتى هذه العوامل تنتج عن مصادر سلوكية. يوضح تقرير الاستثمار العالمي للأمم المتحدة عام (2013) أن التكامل الإقليمي يحدث بمعدل أسرع من العلاقات الخارجية البعيدة، ما يؤكد دراسة سابقة ملخصها أن الدول الأقرب من بعضها البعض تميل إلى أن تكون أكثر تكاملاً. ونظرًا إلى أن المسافة الثقافية المتزايدة تقلل من حجم الاستثمار الأجنبي المباشر، فهذا يؤدي إلى ارتباط متسارع بين السلوك المالي والمسافة الثقافية.